# 무라타 조지
무라타 조지(일본어: 村田 兆治, 본명: 村田 長次(동음), 1949년 11월 27일~2022년 11월 11일)는 일본의 전 프로 야구 선수이자 야구 지도자 및 야구 해설가·평론가로 히로시마현 도요타군 미하라시 출신이며 현역 시절 지바 롯데 마린스의 프랜차이즈 투수로 맹활약했으며 그의 다이나믹한 투구 폼을 ‘마사카리 투구법’(マサカリ投法)이라고 불렸다.

## 인물

### 프로 입단 전
프로 야구 선수가 되겠다고 다짐한 것은 초등학교 5학년 때 아버지에게 이끌려 히로시마 시민 구장에 야간 경기를 관전하러 갔던 때가 계기였다. 처음으로 직접 관전한 프로 경기는 소름이 돋을 정도로 흥분해 그 이후 프로 야구 선수 이후의 장래는 생각할 수 없게 됐다고 한다.
빠르고 구질이 무거운, 흔히 말하는 강속구는 천부적인 재능이라고 말해도 좋을 정도였고 진학한 후쿠야마 전파 공업고등학교(현재의 긴키 대학 부속 히로시마 고등학교·중학교 후쿠야마 분교) 시절부터 스피드 건이 있으면 그 구속은 이미 152, 153 km/h를 측정하고 있었을 것이라는 말이 나올 정도로 히로시마 현내에서도 굴지의 투수로서 유명했다(다만 2학년 때까지는 아사노 게이시의 예비 선수였다). 그러나 당시의 히로시마 현에는 미무라 도시유키, 야마모토 가즈유키 등이 소속된 히로시마 상업 고등학교나, 1967년 하계 고시엔 대회에서 준우승을 이끈 고료 고등학교 등과 같은 강호들이 있기 때문에 고시엔 대회 출장의 비원은 이뤄지지 않았다.

### 프로 야구 선수 시절
1967년 프로 야구 드래프트 1순위로 도쿄 오리온스에 입단, 등번호는 에이스 넘버인 ‘18’번을 희망했으나 구단 측이 이를 받아들이지 않아 ‘29’번이 됐다. 이 ‘29’번이 훗날 무라타의 대명사로 불렸다.
프로 1년째인 1968년에는 단 한 번도 승리없이 1패만 기록하여 부진에 시달렸는데 당시에는 드래프트 1순위로 계약금이 남아돌아 파친코나 마작과 같은 도박에 빠져있었다. 그러던 어느 날, 밤늦게까지 마작을 마치고 홀로 숙소에 돌아왔을 때 일과인 트레이닝을 시작하려고 하고 있던 고야마 마사아키와 우연히 마주치게 됐다. 그 때 이미 베테랑 투수였던 고야마가 젊은 자신보다도 훨씬 더 힘든 연습을 자신에게 부과하고 있다는 것에 충격을 받아 그대로 도망치듯이 자신의 방으로 돌아갔다. 그 후 연습 중에 고야마에게 사과하러 갔을 때 “그만한 재능을 가지고 있으면서도 그걸 낭비하는건 아깝지 않냐”라고 질책을 받았다. 야구계를 대표하는 간판 투수에게서 질책을 받고 그것에 감명을 받은 무라타는 이후에 마치 딴 사람과 같은 연습에만 몰두하게 됐다고 한다. 젊은 시절 무라타의 롯데에는 고야마 외에도 나리타 후미오, 기타루 마사아키, 사카이 가쓰지, 가네다 도메히로 등과 같은 간판 투수들이 있어서 무라타는 그들로부터 투구 방법을 배워 나갔다. 또한 1973년부터 감독으로 취임한 가네다 마사이치로부터 컨디션 조절 방법을 배웠다. 또한 타격 연습에 있어서도 엄한 자세를 보이던 에노모토 기하치에게도 프로 야구 선수로서 영향을 받았다.
구단명을 ‘롯데 오리온스’로 변경한 프로 2년째인 1969년에 두각을 나타내며 시즌 6승(그 중 5승은 완봉)을 올렸다. 이듬해 1970년에는 퍼시픽 리그 우승을 경험했고 그 다음해인 1971년에는 가네다 마사이치의 조언을 바탕으로 투구 폼을 큰폭으로 개조하는 등 후에 무라타의 대명사가 되는 이른바 ‘마사카리 투구법’(マサカリ投法)을 완성시켰다. 그 해에 시즌 12승을 올려 선발 로테이션의 일원으로 활약해 1974년의 롯데가 일본 시리즈 정상에 올랐을 때에도 큰 활약을 보여주었다. 일본 시리즈 우승을 결정짓는 6차전에서 선발 등판해 연장 10회까지 145개의 공을 던지는 등의 활약으로 승리 투수가 되면서 팀을 일본 시리즈 정상으로 이끌었다.
1976년에는 포크볼을 습득했는데 보통 평범하지 않은 긴 손가락이 낳는 예리할 정도의 날카로운 변화는 매번 타자의 방망이가 허공을 가르게 했다. 그 해의 시즌에는 257이닝을 던져 21승(14선발승)을 올리는 것과 동시에 평균 자책점 1.82를 기록하여 최우수 평균 자책점 타이틀을 획득했고 202개의 리그 최다 탈삼진을 기록했다. 포수에게 의존하지 않고 ‘노 사인’으로 스스로 투구를 조절했기 때문에 1976년부터 1979년까지 4년 연속으로 두 자릿수 폭투를 기록했다. 1979년에는 32경기에 선발로 나와 개인 최다인 21차례 완투와 230개의 탈삼진을 기록했다. 1981년에는 개막 11연승을 장식하여 시즌 19승을 기록하는 등 다승왕 타이틀도 획득해 스즈키 게이시, 야마다 히사시, 히가시오 오사무 등과 함께 1970년대부터 1980년대까지 퍼시픽 리그를 대표하는 간판 투수가 됐다.
그러나 1982년에 팔꿈치에 이상이 생겨 여러 가지 치료법을 병행하였고 미야모토 무사시의 ‘오륜서’를 애독했다. 와카야마현 시라하마정의 식수원(약수터)인 쓰즈라후치에서 좌선을 하며 심야에 흰 옷을 걸치고 폭포수를 맞으며 수행을 하기도 했다. 또한 같은 해 오프 시즌에는 인기가 전혀 오르지 않는 롯데에 대한 불만으로 센트럴 리그의 인기 구단인 한신 타이거스의 이적을 지원했지만 맞교환에 필요한 인원이 정해지지 않아 결국 롯데에 잔류했다. 이듬해 1983년에도 팔꿈치의 증상이 나아지지 않아 미국으로 도미해 스포츠 의학의 권위있는 학자로 알려진 프랭크 조브의 집도하에 왼팔의 힘줄을 오른쪽 팔꿈치에 이식하는 수술(토미 존 수술)을 받았다. 이후 2년 간을 재활훈련에만 전념해 1984년 시즌 종반에 복귀했다.
이듬해 1985년, 개막 이후부터 11연승을 올렸다고 하는 강렬한 부활극을 선보여 최종적으론 17승 5패의 성적으로 컴백상을 수상했고 작년에 계속되는 롯데의 정규 리그 2위에 기여했다. 이 해의 개막 이후부터 11연전 11연승 기록은 일본 프로 야구 기록이다. 그 해부터 6일을 쉬고 일요일에만 등판하는 선발 로테이션을 하게끔 됐기 때문에 ‘선데이 조지’(サンデー兆治)라고도 불리게 됐다. 또한 일본 야구계에서는 오랜 세월 투수의 팔꿈치에 메스를 가하는 것은 금기시돼 있었지만 무라타의 부활에 의해 효과있는 치료법으로서 인식되게 됐다.
1989년 5월 13일, 닛폰햄 파이터스와의 경기(야마가타 현 야구장)에서 개인 통산 200승을 달성했다. 200승에 결정적인 수단을 동원했던 4월 16일 긴테쓰 버펄로스와의 경기(가와사키 구장)에서는 연장 11회를 던져내면서 패전 투수가 됐지만 그 경기를 닛폰 TV가 경기 종료할 때까지 중계하였고 원래 《쇼텐》이 방송되는 17시 20분부터 17시 39분까지 시간대의 시청률은 그 날 밤 요미우리-다이요전을 웃도는 22.4%(간토 지구)를 기록했다(전체적으로는 10.9%). 같은 해 39세의 나이로 통산 3번째의 최우수 평균 자책점 타이틀을 석권했다. 그 다음해인 1990년, 10승(9선발승)을 남기면서 자신으로서는 10번째의 두 자릿수 승리(두 자릿수 선발승 - 71년 12, 74년 11, 76년 14, 77년 12, 78년 12, 79년 17, 81년 19, 85년 17,88년 10)를 거두었다. 와카바야시 다다시 이후 역대 2번째가 되는 40대로서의 두 자릿수 승리를 기록했지만 그 해를 마지막으로 현역에서 은퇴했다. 또한 이 은퇴에 의해서 1960년대에 프로에 입문했던 선수들 모두 현역에서 은퇴했다.

### 그 후
은퇴 후 NHK, 닛칸 스포츠에서 야구 해설위원으로 활동했고 이후 1995년부터 1997년까지 후쿠오카 다이에 호크스의 1군 투수 코치를 맡아 요시타케 신타로를 지도했다. 다만 다이에 코치로 활동하던 도중 심근 경색을 앓았기 때문에 이후 코치로 활동하지 않았다. 현재는 평론가로서의 활동 외에도 일본 전국 각지(특히 크고 작은 섬들)를 돌아 소년 야구 지도에 전념하는 한편 프로 야구 마스터스 리그 팀인 ‘도쿄 드림스’에 소속 선수로도 참가하고 있다. 2005년에는 일본 야구 명예의 전당에 헌액됐다.
2007년 5월 26일, 센트럴·퍼시픽 교류전인 지바 롯데 마린스 대 요코하마 베이스타스전에서 경기 시작 전에 열린 시구식에서 시구자로 나왔다. 이 때의 구속은 135km/h를 기록했지만 이것은 이 경기의 선발을 맡은 와타나베 슌스케의 모든 구속보다도 빠른 것이었다. 2010년 1월 2일 도쿄 돔에서 열린 ‘프로 야구 OB 올스타·애슬리트컵 센트럴·퍼시픽 대항전’에 등판, 그날 약 1개월 전에 60세가 된 직후였지만 구속 132km/h를 기록했다.
2005년 3월, 일본 프로 야구 OB 13인과 함께 나가사키현 쓰시마시에 ‘쓰시마 마사카리 드림스’(対馬まさかりドリームス)를 설립해 투수 겸 감독으로 취임했다. 팀 이름인 ‘마사카리’는 물론 현역 시절에 붙여졌던 별명에서 유래됐다. 이 팀을 이끌고 전국(특히 외딴 섬)의 소년 야구팀을 돌며 소년 야구 지도를 하고 있다. 지도에서는 꼭 팀에 소속된 초등학생 타자와 무라타와의 1대 1 대결을 펼치고 있다(무라타도 포크볼 등을 진짜로 던지고 있다). 은퇴 후 라이프워크로서 전국의 외딴 섬을 돌며 소년 야구 교실을 개최하고 있는 이유는 “일본에 있는 사람이 살고 있는 외딴 섬의 수가 자신의 통산 승수(215승)와 똑같은 정도로 존재하기 때문에”라고 저서 및 인터뷰 등에서 밝힌 바 있다. 또 2007년부터 개최되고 있는 전국 낙도 교류 중학생 야구 대회(통칭 ‘낙도 고시엔’)를 제창하고 있다. 이 대회도 무라타의 활동을 계기로 생겨난 것이기도 했다.
2013년 8월 30일의 지바 롯데 대 닛폰햄전에서 시구자로 나와 구속은 63세 나이에 135 km/h를 기록했다.

## 플레이 스타일
무라타의 대명사인 포크볼에 대해 전 한큐 브레이브스 소속 투수였던 야마다 히사시는 “예전에 우리팀 타자에게 ‘다음은 포크볼’이라고 예고하고 실제로 포크볼을 던져 헛스윙을 하게 만들었다”라고 말했으며 또한 전 난카이 호크스의 노무라 가쓰야는 “무라타의 포크볼의 버릇은 금방 알아챘지만(노무라에 의하면 무라타가 포크볼을 던질 때는 모션이 들어가기 전에 글러브의 안을 슬쩍 보고 있었다고 한다) 알면서도 칠 수가 없었다”라고 말하는 등 그 위력에 대한 에피소드는 헤아릴 수 없을 정도였다. 스기시타 시게루도 “나는 일본인이 던지는 포크볼은 엄밀히 말하자면 SFF가 대부분이라고 생각했는데 무라타는 틀림없이 ‘진짜 포크볼’을 던졌었다”라고 말했다.
입단 당시 도쿄 오리온스 감독이었던 노닌 와타루는 같은 히로시마 현 출신의 무라타를 상당히 아꼈으나 속구의 위력이 떨어질 것을 우려해 포크볼 연습만큼은 금지시키고 있었다. 그러나 무라타는 노닌의 눈을 피해서 포크볼 연습을 계속하고 있었다. 우연히 그 모습을 노닌에게 들킨 적도 있었으나 “지금 던진 건 뭐야?”라고 물으면 ‘커브입니다’라고 얼버무렸다고 한다. 그 무렵 무라타의 포크볼은 컨트롤이 나빠 실전에서의 사용이 불가능했다. 여기서 당시 포크볼의 명수였던 무라야마 미노루에게 가르침을 부탁했을 때 ‘24시간 동안 공을 쥐고 있어라’는 조언을 받아 이를 실천했다. 손가락에 공을 끼운 상태에서 줄로 동여매고 자는 것으로, 포크볼 잡는 법을 몸에 익히려 한 것이다. 하지만 극심한 통증으로 인해 잠을 잘 수 없을 지경이 되었고 결국 한 번 시도만 해보고 두 번 다시 하지 않았다고 한다.
또한 포크볼 잡는 것을 깊게 하려한 나머지 집게 손가락과 중지 사이에 나이프로 짼 적도 있다. 습득한 후에도 오른손 중지와 집게 손가락 사이에 우유병이나 주문 제작한 강철로 만든 공 사이에 끼워넣기도 하고 문을 열 때 손잡이를 중지와 집게 손가락 사이에 끼워 여는 등 매일 같이 연습을 게을리 하지 않았다. 부인에 의하면 무라타가 중지와 집게 손가락으로 맥주병을 잡았을 때 부인이 떼내려고 해도 빠지지 않았다고 한다.
통산 폭투 개수 148개는 일본 기록으로, 2위(이시이 가즈히사, 115개)를 30개 이상이나 많다. 이 정도의 폭투 개수를 기록한 요인은 무라타의 포크볼이 너무나 예민했던 것도 있지만 포수와 사인을 주고 받지 않고 자기 혼자서 투구를 판단했었기 때문에 언제 포크볼이 날아 올지 포수가 예측할 수 없었던 것이 가장 큰 이유라고 한다. 무라타 자신은 이 정도의 폭투 개수에도 불구하고 폭투에 의한 실점이 매우 적기 때문에 이 기록에 아주 큰 자부심을 갖고 있다고 한다.
독특한 투구폼은 투구 동작이 길었던 탓인지 공을 잡은 손모양을 확인하기가 쉬웠다고 하여 상대 팀의 3루 코치가 무라타의 공 잡는 것을 보고 손가락으로 공을 끼우고 있었을 때는 휘파람을 불어서 타자에게 알리는 등 타자가 노리고 칠 수 있게끔 한 적이 있었다고 한다(난카이 호크스의 돈 블레이저 등). 그러나 그것을 알아차린 무라타는 투구 모션 중에 직구에서 포크볼, 포크볼에서 직구로 공 잡는 손을 자유자재로 바꾸는 투구법을 고안하여 휘파람 작전을 봉쇄하였다.
선발 로테이션 투수로서의 기용이 많았지만 속구와 포크볼을 살리기 위해 감독인 가네다 마사이치의 의향에 따라 두 차례 정도 구원 투수진으로 갔던 적도 있다. 선수 생활 말기에도 한 차례만 구원으로 가서 그 후 다시 선발로 돌아왔지만 본인은 이것에 대해 “그것은 내 주의주장보다도 허벅지 등 하반신이 등판 간격이 짧은 구원 투수에게는 따라오지 못했기 때문에 선발로 돌아왔다”라고 말했다. 본인도 선발 완투에 대한 강한 고집이 은퇴의 이유로 이 같은 고집을 플레이에서 이루지 못하게 된 것을 꼽았다. 은퇴 후에도 좌우명은 ‘인생 선발 완투’이며, 사인에도 써 넣기도 했다.
오랫동안 상대 역할을 맡은 하카마다 히데토시가 신인 시절 무라타는 “1아웃, 주자 만루. 이 때 확실히 막기 위해서는 어떻게 하면 좋은가?”라고 물었다. 하카마다는 망설임 없이 “병살입니다”라고 대답했지만 “그럼, 그 다음은?”이라고 물어와 대답하는데는 난처했다. 무라타는 웃으면서 “가장 좋은 것은 삼진이다. 병살은 실책이 있을 수도 있다”라고 말했다. 무라타가 탈삼진을 고집하고 있었다는 것을 나타내는 일화이다.

## 에피소드
- ‘인생 선발 완투’(人生先発完投)를 좌우명으로 삼고 선발 완투를 고집했던 거칠어진 야구인생은 ‘쇼와 태생의 메이지 남자’라고 불렸다.
- 일생의 라이벌은 가도타 히로미쓰였는데 젊은 시절부터 자신을 가지고 던질 수 있었던 공은 안타를 맞는 일이 거의 없었다. 그러나 완벽하다고 생각했었던 슬라이더를 가도타에게 끝내기 홈런을 맞는 바람에 충격을 받았다. 그 후 가도타를 상대로 슬라이더를 하나도 던지지 않고 직구를 연마하게 됐다. 한편 가도타는 직구에 지지 않기 위해 강철로 만든 공을 치는 연습에만 힘써 그것을 들은 무라타는 좀더 직구를 연마하게끔 단련을 계속했다고 한다.[10]
- 1992년, 초등학교 5학년의 도덕 교재에 ‘역경을 극복한 인생의 삶’의 교재로서 무라타가 오른쪽 팔꿈치 수술에서 부활했을 때의 모습이 소개되었다.
- 마스터스 리그 등에 있어서 지금까지도 구속 140km/h에 달하는 직구와 낙차 20cm의 포크볼을 선보여 팬들을 깜짝 놀라게 만들었다. 이것에 대해 무라타는 어린이들에게 진정한 프로의 공을 보여 ‘프로란 대단하다’라고 생각할 수 있게끔 하기 위한 거라고 말했다. TV 프로그램 《난다!?》에서는 초등학생과 진검 승부를 하거나 후루타 아쓰야(당시 도쿄 야쿠르트 스왈로스 선수 겸임 감독)를 타석에 세우고 승부하는 등(그런 후루타에게‘우리 팀에 입단을 원한다’라고 말을 하게 만들었다) 그런 실력은 녹슬줄을 모른다. 그러나 어느 기자로부터 “지금이라도 1이닝 뿐이라면 프로에서도 통용되진 않습니까?”라는 질문을 받았을 때 “나는 선발 아니면 하지 않는다!”라고 대답했다. 무라타 본인은 “마스터스 리그에서 140km/h를 던질 수 없게 된다면 이제 공을 잡는 것은 그만두겠다”라고 말했다. ‘무라타의 등판’은 마스터스 리그의 명물로 손꼽아 무라타가 강판하면 관객도 야구장을 빠져나갈 준비를 시작하는 광경도 목격됐다.
- 현역을 은퇴한 지 약 20년, 60세를 넘기고도 여전히 매일 스포츠 센터에 다니면서 ‘초인 트레이닝’[11]으로 불리는 혹독한 트레이닝을 하고 있다. 내용은 팔굽혀펴기를 500회, 복근·배근 운동을 1000회씩, 머신에 의한 트레이닝 외에 아령을 오른손 집게 손가락과 중지에 끼우는 포크볼을 던지는 형태로 쥔 후 위아래로 움직이는 운동들로써 천천히 시간을 걸쳐서 하는 것이 아닌 맹렬한 스피드로 단번에 한다. 마스터스 리그에서 함께한 후배 미야모토 가즈토모 등은 처음 무라타의 트레이닝을 보고 경악했다고 말한다. 또한 굉장히 유연한 몸을 유지하고 있어 2009년 몰츠 드림 매치에서 피칭을 끝낸 미야모토에 의한 인터뷰에서 “투수에게 중요한 것은 고관절(의 부드러움)”이라고 말하는 등 다리를 벌려 몸을 앞으로 숙인 뒤 가슴을 바닥에 닿게 하는 모습을 보여 주면서 근육 트레이닝 뿐만이 아닌 유연 체조도 매일 하고 있었다.

## 상세 정보

### 출신 학교
- 후쿠야마 전파 공업고등학교(현재의 긴키 대학 부속 히로시마 고등학교·중학교 후쿠야마 분교)

### 선수 경력
- 도쿄 오리온스·롯데 오리온스(1968년 ~ 1990년)

### 지도자·기타 경력
지도자
- 후쿠오카 다이에 호크스 1군 투수 코치(1995년 ~ 1997년)

기타
- NHK, 닛칸 스포츠 야구 해설자

### 수상·타이틀 경력

#### 타이틀
- 다승왕: 1회(1981년)
- 최우수 평균 자책점: 3회(1975년, 1976년, 1989년)
- 최다 세이브 투수: 1회(1975년)
- 최다 탈삼진(당시는 타이틀이 아님): 4회(1976년, 1977년, 1979년, 1981년) ※퍼시픽 리그에서는 1989년부터 타이틀로 제정됨

#### 수상
- 베스트 나인: 1회(1981년)
- 전·후기 MVP: 2회(1977년 후기, 1981년 전기)
- 월간 MVP: 1회(1981년 4월)
- 컴백상(1985년)
- 일본 시리즈 최우수 투수상: 1회(1974년)
- 올스타전 MVP: 1회(1989년 1차전)
- 퍼시픽 리그 플레이오프 MVP: 1회(1974년)
- 퍼시픽 리그 플레이오프 감투상: 1회(1981년)
- 일본 야구 명예의 전당 헌액자(2005년)
- 도민 문화영예상(1990년)

### 개인 기록

#### 첫 기록
- 첫 등판: 1968년 10월 8일, 대 난카이 호크스 27차전(오사카 구장), 5회말에 3번째 투수로서 구원 등판, 3이닝 무실점
- 첫 탈삼진: 상동, 5회말에 미우라 기요히로로부터
- 첫 선발·첫 승리·첫 완투 승리·첫 완봉 승리: 1969년 5월 23일, 대 난카이 호크스 9차전(오사카 구장)
- 첫 세이브: 1974년 9월 19일, 대 난카이 호크스 후기 12차전(오사카 구장), 8회말에 3번째 투수로서 구원 등판·마무리, 2이닝 무실점

#### 기록 달성 경력
- 통산 1000탈삼진: 1977년 9월 27일, 대 한큐 브레이브스 후기 12차전(니시쿄고쿠 구장), 6회말에 시마타니 긴지로부터 ※역대 54번째
- 통산 100승: 1978년 5월 12일, 대 난카이 호크스 전기 8차전(가와사키 구장), 9이닝 3실점(2자책점)으로 완투 승리 ※역대 73번째
- 통산 100선발승: 1979년 10월 10일, 대 한큐 브레이브스 후기 13차전(한큐 니시노미야 스타디움), 9이닝 2실점으로 완투 승리
- 통산 1500탈삼진: 1980년 6월 22일, 대 난카이 호크스 전기 11차전(가와사키 구장), 5회초에 구보데라 유지로부터 ※역대 28번째
- 통산 150승: 1981년 8월 6일, 대 닛폰햄 파이터스 후기 6차전(미야기 구장), 9이닝 완봉 승리 ※역대 35번째
- 통산 150선발승: 1986년 5월 25일, 대 한큐 브레이브스 7차전(한큐 니시노미야 스타디움), 9이닝 1실점으로 완투 승리
- 통산 500경기 등판: 1986년 6월 1일, 대 한큐 브레이브스 9차전(가와사키 구장), 선발 등판으로 7과 1/3이닝 2실점(1자책점) ※역대 57번째
- 통산 2000탈삼진: 1987년 9월 20일, 대 세이부 라이온스 22차전(가와사키 구장), 3회초에 이시게 히로미치로부터 ※역대 13번째
- 통산 200승: 1989년 5월 13일, 대 닛폰햄 파이터스 7차전(야마가타현 야구장), 9이닝 5실점 완투 승리 ※역대 20번째
- 통산 600경기 등판: 1990년 8월 24일, 대 세이부 라이온스 16차전(세이부 라이온스 구장), 9이닝 완봉 승리 ※역대 27번째

#### 기타
- 통산 폭투: 148개(일본 프로 야구 기록)
- 1경기 16탈삼진: 1979년 6월 8일, 대 긴테쓰 버펄로스 전기 9차전(닛폰 생명 구장)
- 1경기 3개 폭투: 3회(1987년 5월 28일, 1987년 6월 14일, 1990년 5월 15일)
- 1이닝 3개 폭투: 1987년 6월 14일, 대 긴테쓰 버펄로스 11차전(나고야 구장)
- 개막전 선발 투수: 13회(1975년 ~ 1982년, 1986년 ~ 1990년)
- 올스타전 출장: 13회(1971년, 1974년 ~ 1981년, 1985년, 1986년, 1988년, 1989년)

### 등번호
- 29(1968년 ~ 1990년)
- 81(1995년 ~ 1997년)

### 연도별 투수 성적
| 연 도      | 소 속      | 등 판 | 선 발 | 완 투 | 완 봉 | 무 4 구 | 승 리 | 패 전 | 세 이 브 | 홀 드 | 승 률 | 타 자 | 이 닝  | 피 안 타 | 피 홈 런 | 볼 넷 | 고 4 | 몸 맞 | 탈 삼 진 | 폭 투 | 보 크 | 실 점 | 자 책 점 | 평 자 책 | W H I P |
| ---------- | ---------- | ----- | ----- | ----- | ----- | ------- | ----- | ----- | -------- | ----- | ----- | ----- | ------ | -------- | -------- | ----- | ---- | ----- | -------- | ----- | ----- | ----- | -------- | -------- | ------- |
| 1968년     | 도쿄 롯데  | 3     | 0     | 0     | 0     | 0       | 0     | 1     | --       | --    | .000  | 29    | 7.0    | 8        | 0        | 1     | 0    | 0     | 5        | 0     | 0     | 3     | 3        | 3.86     | 1.29    |
| 1969년     | 도쿄 롯데  | 37    | 20    | 5     | 5     | 0       | 6     | 8     | --       | --    | .429  | 615   | 146.1  | 110      | 11       | 80    | 2    | 2     | 90       | 5     | 0     | 64    | 58       | 3.57     | 1.30    |
| 1970년     | 도쿄 롯데  | 21    | 12    | 2     | 0     | 0       | 5     | 6     | --       | --    | .455  | 351   | 79.0   | 76       | 7        | 43    | 2    | 3     | 48       | 3     | 0     | 51    | 42       | 4.78     | 1.51    |
| 1971년     | 도쿄 롯데  | 43    | 27    | 8     | 1     | 0       | 12    | 8     | --       | --    | .600  | 813   | 194.1  | 183      | 25       | 61    | 1    | 7     | 122      | 9     | 0     | 82    | 72       | 3.33     | 1.26    |
| 1972년     | 도쿄 롯데  | 16    | 5     | 0     | 0     | 0       | 3     | 3     | --       | --    | .500  | 213   | 46.0   | 56       | 10       | 22    | 0    | 3     | 30       | 3     | 0     | 34    | 33       | 6.46     | 1.70    |
| 1973년     | 도쿄 롯데  | 40    | 24    | 6     | 1     | 1       | 8     | 11    | --       | --    | .421  | 672   | 157.0  | 134      | 6        | 79    | 3    | 4     | 104      | 6     | 2     | 69    | 56       | 3.21     | 1.36    |
| 1974년     | 도쿄 롯데  | 32    | 28    | 8     | 1     | 0       | 12    | 10    | 1        | --    | .545  | 765   | 180.2  | 151      | 10       | 87    | 1    | 11    | 108      | 11    | 1     | 75    | 54       | 2.69     | 1.32    |
| 1975년     | 도쿄 롯데  | 39    | 17    | 11    | 2     | 0       | 9     | 12    | 13       | --    | .429  | 759   | 191.2  | 128      | 15       | 65    | 2    | 6     | 120      | 3     | 0     | 56    | 47       | 2.21     | 1.01    |
| 1976년     | 도쿄 롯데  | 46    | 24    | 18    | 5     | 0       | 21    | 11    | 4        | --    | .656  | 1037  | 257.1  | 209      | 13       | 73    | 3    | 8     | 202      | 13    | 0     | 67    | 52       | 1.82     | 1.09    |
| 1977년     | 도쿄 롯데  | 47    | 28    | 15    | 2     | 1       | 17    | 14    | 6        | --    | .548  | 975   | 235.0  | 216      | 15       | 62    | 2    | 8     | 180      | 10    | 0     | 85    | 70       | 2.68     | 1.18    |
| 1978년     | 도쿄 롯데  | 37    | 27    | 17    | 3     | 2       | 14    | 13    | 3        | --    | .519  | 907   | 223.1  | 188      | 18       | 58    | 2    | 15    | 174      | 10    | 0     | 84    | 72       | 2.90     | 1.10    |
| 1979년     | 도쿄 롯데  | 37    | 32    | 21    | 3     | 4       | 17    | 12    | 2        | --    | .586  | 1035  | 255.0  | 224      | 26       | 55    | 2    | 5     | 230      | 10    | 0     | 99    | 84       | 2.96     | 1.09    |
| 1980년     | 도쿄 롯데  | 27    | 22    | 11    | 1     | 2       | 9     | 9     | 2        | --    | .500  | 772   | 178.0  | 169      | 14       | 83    | 3    | 8     | 135      | 2     | 0     | 90    | 77       | 3.89     | 1.42    |
| 1981년     | 도쿄 롯데  | 32    | 31    | 16    | 2     | 2       | 19    | 8     | 0        | --    | .704  | 970   | 230.2  | 237      | 18       | 55    | 0    | 6     | 154      | 6     | 0     | 99    | 76       | 2.97     | 1.27    |
| 1982년     | 도쿄 롯데  | 6     | 6     | 3     | 2     | 0       | 4     | 1     | 0        | --    | .800  | 166   | 40.1   | 35       | 4        | 11    | 0    | 2     | 27       | 0     | 0     | 14    | 13       | 2.90     | 1.14    |
| 1984년     | 도쿄 롯데  | 5     | 1     | 0     | 0     | 0       | 0     | 1     | 0        | --    | .000  | 39    | 9.0    | 13       | 1        | 0     | 0    | 0     | 3        | 0     | 0     | 6     | 6        | 6.00     | 1.44    |
| 1985년     | 도쿄 롯데  | 24    | 24    | 10    | 0     | 0       | 17    | 5     | 0        | --    | .773  | 752   | 173.2  | 181      | 20       | 65    | 0    | 7     | 93       | 11    | 1     | 89    | 83       | 4.30     | 1.42    |
| 1986년     | 도쿄 롯데  | 23    | 23    | 5     | 0     | 0       | 8     | 11    | 0        | --    | .421  | 658   | 155.1  | 164      | 23       | 32    | 2    | 8     | 106      | 4     | 1     | 82    | 68       | 3.94     | 1.26    |
| 1987년     | 도쿄 롯데  | 21    | 21    | 3     | 2     | 1       | 7     | 9     | 0        | --    | .438  | 573   | 130.2  | 151      | 15       | 42    | 1    | 4     | 74       | 12    | 1     | 68    | 63       | 4.34     | 1.48    |
| 1988년     | 도쿄 롯데  | 20    | 20    | 5     | 1     | 0       | 10    | 7     | 0        | --    | .588  | 599   | 145.2  | 123      | 22       | 45    | 1    | 6     | 120      | 7     | 0     | 65    | 63       | 3.89     | 1.15    |
| 1989년     | 도쿄 롯데  | 22    | 22    | 16    | 3     | 1       | 7     | 9     | 0        | --    | .438  | 739   | 179.2  | 143      | 17       | 69    | 0    | 5     | 135      | 6     | 1     | 58    | 50       | 2.50     | 1.18    |
| 1990년     | 도쿄 롯데  | 26    | 19    | 4     | 2     | 0       | 10    | 8     | 2        | --    | .556  | 524   | 115.2  | 120      | 14       | 56    | 0    | 6     | 103      | 17    | 1     | 62    | 58       | 4.51     | 1.52    |
| 통산: 22년 | 통산: 22년 | 604   | 433   | 184   | 36    | 14      | 215   | 177   | 33       | --    | .548  | 13963 | 3331.1 | 3019     | 304      | 1144  | 27   | 124   | 2363     | 148   | 8     | 1402  | 1200     | 3.24     | 1.25    |

- 굵은 글씨는 시즌 최고 성적, 붉은색 글씨는 일본 프로 야구 역대 최고 성적
- 도쿄(도쿄 오리온스)는 1969년 롯데(롯데 오리온스)로 구단명을 변경함.